# Folteşti
Folteşti é uma comuna romena localizada no distrito de Galaţi, na região de Moldávia. A comuna possui uma área de 69.00 km² e sua população era de 3413 habitantes segundo o censo de 2007.